# Маркос Теодоридис
Маркос Теодоридис (на гръцки: Μάρκος Θεοδωρίδης) е гръцки революционер, деец на гръцката въоръжена пропаганда в Македония в Солун и политик, депутат. 

## Биография
Роден е в Сяр в 1872 година и учи право. Работил е като адвокат. Работи като преводач в английското консулство в Солун. Служи като основна връзка между гръцката община и гръцкото консулство от една страна и революционния комитет от друга.
Избран е за член на парламента от Солун през 1920, 1926, 1935 и 1936 година с Народната партия.
Теодоридис е министър на здравеопазването в правителството на Димитриос Гунарис от 2 март 1922 година до 3 май 1922 година и в правителството на Петрос Протопападакис от 9 май 1922 година до 28 август 1922 година. В правителството на Панагис Цалдарис е министър на земеделието от 19 юли 1935 година до 10 октомври 1935 година и временноизпълняващ длъжността министър на външните работи.
Умира на 4 юли 1952 година.